# Rubyvale
Rubyvale – miasto w Australii, w stanie Queensland.